# Chicago Rockford International Airport

i7
i11
i13

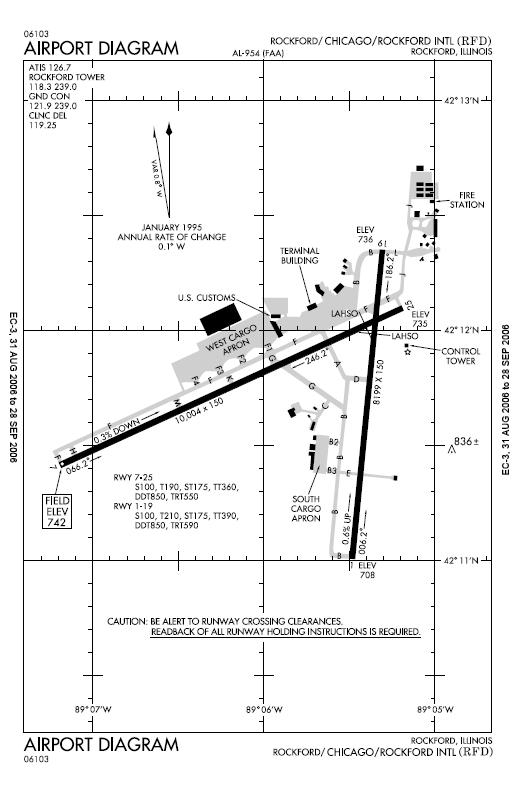
Flughafendiagramm (veraltet)

Der Chicago Rockford International Airport (IATA-Code: RFD, ICAO-Code: KRFD)  ist der Flughafen der Stadt Rockford im Winnebago County im US-amerikanischen Bundesstaat Illinois. Er liegt 7 km südlich der Stadt Rockford und 126 km nordwestlich von Chicago. Der Flughafen befindet sich in Besitz der Greater Rockford Airport Authority, einem Gemeinschaftsunternehmen der Stadt Rockford, des Winnebago County sowie der Kommunen Machesney Park und Loves Park. Der Flughafen wird für die Allgemeine Luftfahrt der Region im nordwestlichen Vorfeld der Metropolregion Chicago genutzt. Seit Juni 2021 kooperiert der Flughafen mit den Flughafen Köln/Bonn.

## Lage und Verkehrsanbindung
Der Chicago Rockford International Airport liegt direkt am Rock River im Zentrum der Metropolregion Rockford rund 35 km südlich der Grenze zu Wisconsin. Erreicht werden kann der Flughafen über die Illinois State Route 2, die etwa einen Kilometer nördlich auf den zum Freeway ausgebauten U.S. Highway 20 trifft.
Der Chicago Rockford International Airport wird durch Busse in den Öffentlichen Personennahverkehr eingebunden. Die RMTD Route 7 verbindet den Flughafen mit dem Stadtzentrum von Rockford.

## Flughafenanlagen
Der Chicago Rockford International Airport hat eine Gesamtfläche von rund 1214 Hektar. Er verfügt über zwei Landebahnen mit Asphaltbelag und ist ganzjährig und 24 Stunden pro Tag geöffnet.

### Passagierterminals
Für die Abfertigung der Passagiere verfügt der Flughafen über zwei Passagierterminals. Das Passagierterminal für Inlandsflüge ist mit vier Flugsteigen, vier Fluggastbrücken sowie einer Gepäckförderanlage ausgestattet. Das internationale Passagierterminal verfügt über einen Flugsteig und eine Fluggastbrücke. Auf dem Flughafengelände gibt es drei Mietwagenstationen.

### Frachtterminals
Der Flughafen verfügt über einen zollfreien Bereich, der mit einem Freihafen vergleichbar ist. Die Landebahn 07/25 ist ausreichend groß, sodass auch die größten Flugzeuge hier landen können. Es gibt drei Frachtterminals. Das größte Frachtterminal liegt am West Cargo Apron in der Nähe der Passagierterminals und wird von UPS beziehungsweise UPS Airlines genutzt.
Zwei kleinere Frachtterminals lagen am South Cargo Apron zwischen beiden Landebahnen und wurden von der DB-Tochter BAX Global und DHL genutzt. Sie wurden 2015 abgerissen.

## Fluggesellschaften und Ziele
- Allegiant Air nach Destin–Fort Walton Beach, Las Vegas, Orlando-Sanford, Phoenix-Mesa, Punta Gorda, Sarasota–Bradenton und St. Petersburg[9]
- Apple Vacations[A 1] nach Cancún, Guanacaste und Punta Cana[9]

1. ↑  Für die Durchführung der Flüge werden Flugzeuge gechartert.

## Flugzeuge
Auf dem Flughafen sind insgesamt 109 Flugzeuge stationiert. Davon sind 69 einmotorige, 17 mehrmotorige Propellermaschinen, 20 Düsenjets sowie drei Hubschrauber. Es gibt täglich 127 Flugbewegungen.

## Verkehrszahlen
| Geschäftsjahr | Fluggastaufkommen | Luftfracht (Tonnen) | Flugbewegungen |
| ------------- | ----------------- | ------------------- | -------------- |
| 2018/2019     | 229.199           | 301.811             | 40.237         |
| 2017/2018     | 228.276           | 238.710             | 40.076         |
| 2016/2017     | 225.085           | 145.337             | 35.246         |
| 2015/2016     | 220.826           | 120.282             | 36.154         |
| 2014/2015     | 207.780           | 114.343             | 34.816         |
| 2013/2014     | 209.885           | 112.017             | 38.163         |
| 2012/2013     | 208.778           | 122.417             | 39.981         |
| 2011/2012     | 211.894           | 132.097             | 47.241         |
| 2010/2011     | 206.382           | 117.531             | 44.449         |
| 2009/2010     | 201.844           | 135.915             | 48.301         |
| 2008/2009     | 177.484           | 176.233             | 58.484         |
| 2007/2008     | 233.044           | 214.079             | 71.422         |
| 2006/2007     | 196.632           | 205.241             | 79.220         |
| 2005/2006     | 165.690           | 190.259             | 71.745         |
| 2004/2005     | 106.918           | 181.818             | 71.796         |
| 2003/2004     | 65.956            | 159.228             | 77.809         |
| 2002/2003     | 2.874             | 160.129             | 84.492         |
| 2001/2002     | -                 | 176.036             | 80.247         |
| 2000/2001     | -                 | 194.048             | 84.126         |
| 1999/2000     | -                 | 199.429             | 102.277        |
| 1998/1999     | -                 | 179.713             | 109.349        |

1. ↑  Die Geschäftsjahre enden jeweils am 30. April.
2. ↑  Die Geschäftsjahre enden jeweils am 30. April.

### Verkehrsreichste Strecken
| Rang | Stadt                             | Passagiere | Fluggesellschaft |
| ---- | --------------------------------- | ---------- | ---------------- |
| 01   | Punta Gorda, Florida              | 26.230     | Allegiant        |
| 02   | Phoenix/Mesa, Arizona             | 25.680     | Allegiant        |
| 03   | Orlando–Sanford, Florida          | 21.640     | Allegiant        |
| 04   | St. Petersburg, Florida           | 20.970     | Allegiant        |
| 05   | Las Vegas, Nevada                 | 14.980     | Allegiant        |
| 06   | Destin–Fort Walton Beach, Florida | 2.790      | Allegiant        |
| 07   | Sarasota–Bradenton, Florida       | 1.520      | Allegiant        |
| 08   | Omaha, Nebraska                   | 150        | k. A.            |